# Famille Zanardi
Pour les articles homonymes, voir Alessandro Zanardi.
 (juillet 2024).
La famille Zanardi est une famille patricienne de Venise, originaire de Bergame.
Il existe des comtes Zanardi à Plaisance.

## Historique
Elle fut rattachée en 1653 au corps de noblesse par la paiement des 100 000 ducats ad-hoc. 

## Armes
Les armes des Zanardi se composent d'un homme armé de toutes pièces d'argent tenant en sa droite une lance et en sa gauche une fleur de lys d'or en champ d'azur.